# Valadares (Baião)
Valadares é uma povoação portuguesa sede da Freguesia de Valadares do Município de Baião, freguesia com 9,93 km² de área e 733 habitantes (censo de 2021), tendo, por isso, uma densidade populacional de 73,8 hab./km²
Por aqui passava uma das variantes do Caminho de Santiago.

## Demografia
A população registada nos censos foi:
| Distribuição da População por Grupos Etários | Distribuição da População por Grupos Etários | Distribuição da População por Grupos Etários | Distribuição da População por Grupos Etários | Distribuição da População por Grupos Etários |
| -------------------------------------------- | -------------------------------------------- | -------------------------------------------- | -------------------------------------------- | -------------------------------------------- |
| Ano                                          | 0-14 Anos                                    | 15-24 Anos                                   | 25-64 Anos                                   | > 65 Anos                                    |
| 2001                                         | 179                                          | 146                                          | 432                                          | 128                                          |
| 2011                                         | 135                                          | 122                                          | 460                                          | 158                                          |
| 2021                                         | 93                                           | 81                                           | 403                                          | 156                                          |

## Património
- Igreja de São Tiago de Valadares (Santiago de Valadares), igreja românica, de antiquíssima fundação. Por baixo do soalho de madeira da igreja (inadequado ao lugar, porque alteado em exagero), existem túmulos, que requerem investigação arqueológica; supõe-se pertencerem à Família da Casa de Diagares. É um dos mais importantes (e menos conhecidos) monumentos de todo o concelho de Baião.
- Casa de Diagares, dos Fidalgos de Diagares; conjunto de Casas e Capela de Santo António. Em grande situação de decadência. Segundo a tradição, junto a esta Casa passava o Caminho de Santiago; e aqui mesmo se dava albergaria aos peregrinos.